# لوك بيرت
لوك بيرت (بالإنجليزية: Luke Burt)‏ هو لاعب دوري الرغبي أسترالي، ولد في 6 يونيو 1981 في نيوكاسل في أستراليا.

## روابط خارجية
- لوك بيرت على موقع ItsRugby.co.uk (الإنجليزية)